# Voghera
Voghera je italské město v provincii Pavia v oblasti Lombardie.
V roce 2012 zde žilo 38 274 obyvatel.
Partnerskými městy jsou Leinfelden-Echterdingen v Německu a Manosque (Provence), ve Francii.

## Sousední obce
Casei Gerola, Cervesina, Codevilla, Corana, Lungavilla, Montebello della Battaglia, Pancarana, Pizzale, Pontecurone (AL), Retorbido, Rivanazzano Terme, Silvano Pietra

## Vývoj počtu obyvatel
Zdroj: 